# Тбіліська академія мистецтв
Тбіліська академія мистецтв (груз. თბილისის სახელმწიფო სამხატვრო აკადემია) — академія мистецтв в місті Тбілісі, Грузія. Академія носить ім'я Аполлона Кутателадзе.
В академії діють п'ять факультетів: образотворчого мистецтва, архітектури, реставрації та історії мистецтв, дизайну і медіа-мистецтва.

## Історія
Академія була утворена 8 березня 1922 року і спочатку розмістилася в особняку Кобулашвілі, реконструйованому в 1902 році архітектором Симоном Клдіашвілі. Академія стала першим вищим художнім навчальним закладом на Кавказі і однією з трьох академій мистецтв. В рамках навчального процесу діяли чотири факультети — живопису, скульптури, графіки та архітектури (з 1927 року почало діяти відділення кераміки). З 1922 року Мойсеєм Тоїдзе при академії була створена художня школа, що готує молодих людей до вступу в академію.
Серед перших викладачів і професорів академії були відомі художники, скульптори, графіки та архітектори:  Гіго Габашвілі, Генрик Гриневський, Дмитро Шеварднадзе,  Микола Канделакі, Євген Лансере, Микола Сєверов, Яків Ніколадзе, Шалва Амиранашвили, Ладо Гудіашвілі, Давид Какабадзе, Олександр Бажбеук-Меліков та інші. У лютому 2019 року турецький експерт з керамічних технологій доктор Сенсер Сарі приєднався до кафедри кераміки як запрошений професор.
У період масових репресій постраждало багато діячів культури і мистецтва Грузії, серед яких були педагоги і студенти Академії. Через ці події в 1931 році художній вуз був закритий і відновив свою роботу лише в 1933 році.
У 1972 році архітекторами Арчіла Курдіані, Михайлом Чхиквадзе, Лонгінозом Сумбадзе було спроектовано новий десятиповерховий будинок академії, реконструйований у 2005—2006 роках банком «Cartu Bank».

## Музей
При академії діє художній музей, в якому представлені роботи викладачів, випускників ВНЗ та інших художників і народних майстрів. У 1928 році за рішенням ректора академії Олександра Дудучави, був утворений художній фонд кращих робіт учнів та викладачів. У 1965 році, з відкриттям музею, фонди стали доступні для огляду широкій публіці. При академії також діють два виставкові зали — Великий (320 м²) і Малий «Академія хол» (150 м²).

## Ректори академії
- 1922—1926 — Чубинашвілі Георгій Миколайович
- 1927—1930 — Дудучава Олександр Йосипович
- 1930—1932 — Котетішвілі Вахтанг Ілліч
- 1933—1936 — Бухнікашвілі Григорій Варденович
- 1936—1942 — Какабадзе Сілован Якимович
- 1942—1948 — Джапарідзе Уча Малакіевич
- 1948—1952 — Дудучава Маміа Йосипович
- 1952—1959 — Кобуладзе Сергій Соломонович
- 1959—1972 — Кутателадзе Аполлон Караманович
- 1972—1982 — Тотібадзе Георгій Костянтинович
- 1982—1987 — Ніжарадзе Зураб Арчілович
- 1987—1992 — Перадзе Тенгіз
- 1992—2003 — Коява Йосип Данилович
- 2003—2012 — Бугадзе Георгій Ушангович
- 2012—2014 — Клдіашвілі Тінатін
- З 2014 — Гугушвілі Гія

## Відомі випускники
- Амашукелі Елгуджа Давидович
- Автанділ Гургенідзе
- Нана Джорджадзе
- Чіаурелі Михайло Едишерович
- Юр'єв Еллі Михайлович